# Погорєлов Микола Володимирович
Микола Володимирович Погорєлов (рос. Николай Владимирович Погорелов; нар. 24 листопада 1939, Плоське (Корочанський район), Курська область, РРФСР — пом. 24 березня 1993, Єкатеринбург, Росія) — радянський футболіст, захисник та півзахисник.

## Життєпис
Розпочинав грати в юнацькій команді «Уралмашзаводу», тренер — М. А. Уласевич.
Грав за команди другої за силою ліги (1968 — третьої) «Машинобудівник»/«Уралмаш» Свердловськ (1958, 1962-1968, був капітаном), СКА Одеса (1959-1961), «Стріла» Свердловськ. Півфіналіст Кубку СРСР 1959/60.
Тренував «Калінинець» у 1972—1973 роках.
Дружина грала в баскетбол у «Трудових резервах». Донька Олена грала в дублі УГМК, працювала тренером у школі-інтернаті для тих, хто погано чує, потім у команді педагогічного інституту. Директор ДЮСШ «УГМК-Юніор».
Помер 24 березня 1993 року. Похований на Північному цвинтарі.